# Okupacja pokojowa

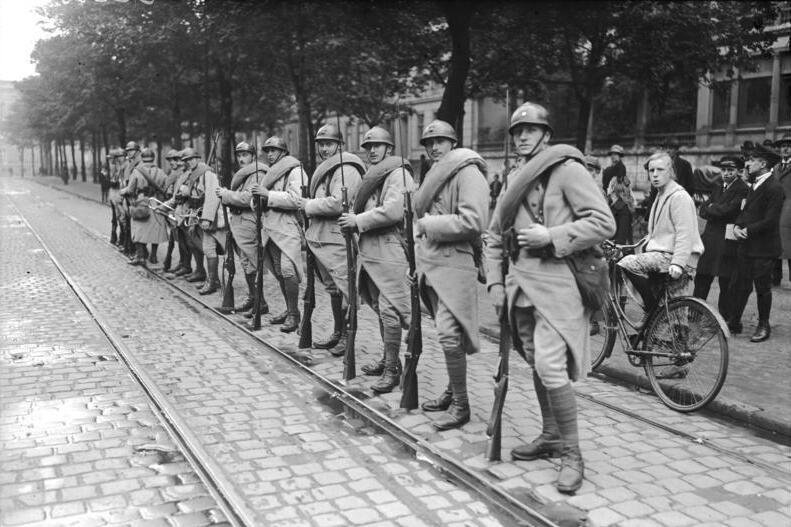
Okupacja pokojowa (francusko-belgijska okupacja zagłębia Ruhry)

Okupacja pokojowa (łac. occupatio pacifica) – czasowe zajęcie przez siły zbrojne jakiegoś państwa lub ich grupy terytorium innego państwa, niebędące bezpośrednim wynikiem działań wojennych, lecz mające na celu ochronę określonych praw i interesów państw okupujących. Przykładem jest aliancka okupacja zagłębia Ruhry od 10 stycznia 1923 w celu wymuszenia realizacji postanowień nałożonych na Niemcy przez traktat wersalski (art. 428 - 432). Odmianą pokojowej okupacji przewidzianą wprost przez ten traktat w art. 45 - 50 było przejściowe zajęcie terytorium Saary.
W przeciwieństwie do okupacji wojennej nie jest normowana przez prawo międzynarodowe, poza tym, że Karta Narodów Zjednoczonych w art. 2 zabrania użycia siły bądź jej groźby przeciwko integralności terytorialnej lub niezawisłości politycznej któregokolwiek państwa. Wcześniej podobny zakaz zawierał Pakt Ligi Narodów w art. 10.
Według rezolucji nr 3314 Zgromadzenia Ogólnego ONZ z 14 grudnia 1974 użycie sił zbrojnych państwa znajdujących się na terytorium drugiego państwa za zgodą państwa przyjmującego niezgodnie z warunkami przewidzianymi w umowie lub wszelkie przedłużenie ich pobytu na tym terytorium po zakończeniu obowiązywania umowy jest agresją przeciw temu państwu. Definicję tę powtórzyła nowela do Statutu Międzynarodowego Trybunału Karnego uchwalona w 2010 na konferencji w Kampali.